# Emory S. Land

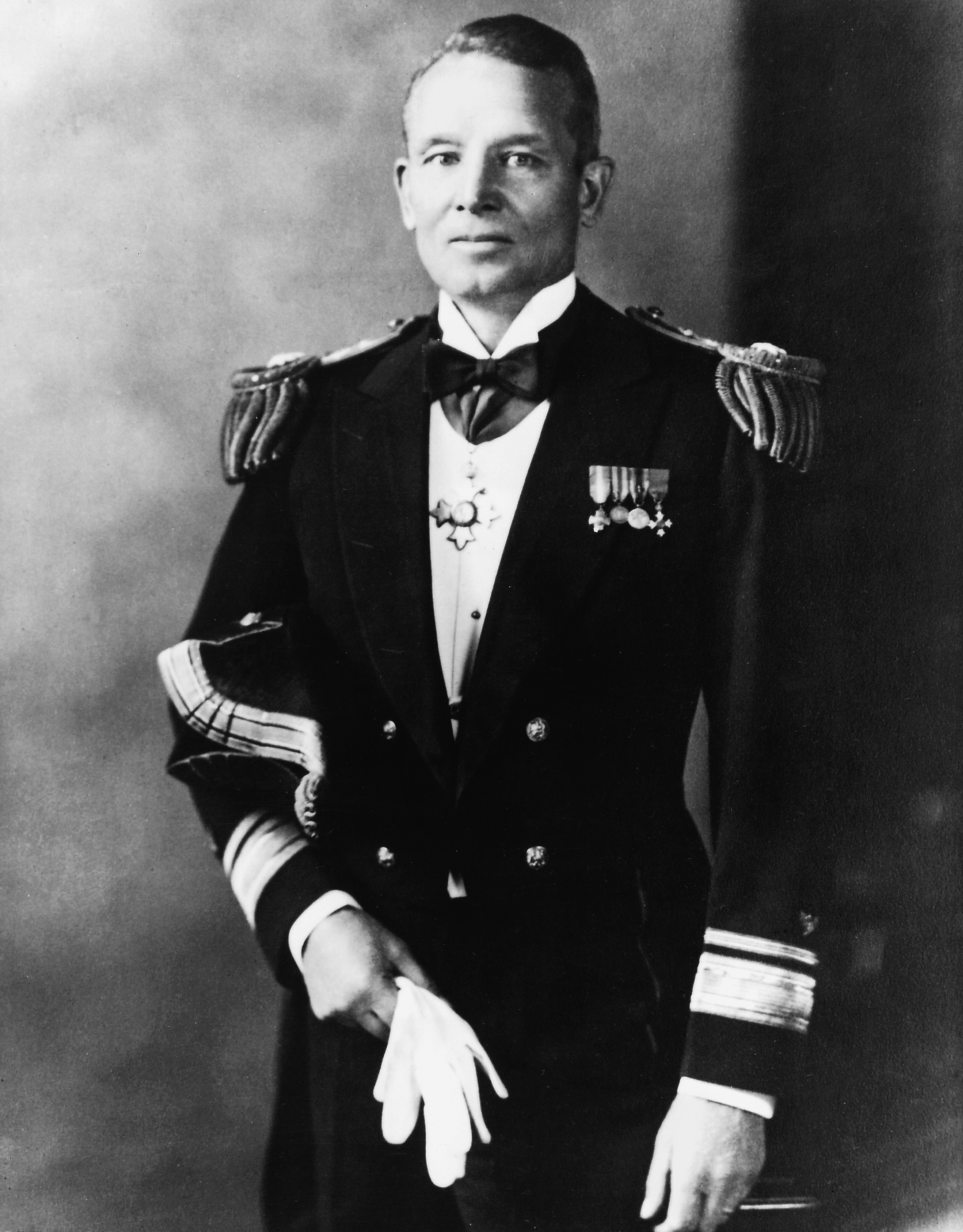
Emory S. Land, 1936

Emory Scott Land (* 8. Januar 1879 in Cañon City, Colorado; † 27. November 1971) war ein US-amerikanischer Offizier der United States Navy (zuletzt Vizeadmiral) und Chef der War Shipping Administration (WSA) sowie der United States Maritime Commission.

## Auszeichnungen
- Navy Cross
- Navy Distinguished Service Medal
- Spanish Campaign Medal
- World War I Victory Medal mit U-Boots-Frontspange
- American Defense Service Medal
- American Campaign Medal
- World War II Victory Medal
- Honorary Commander of the Order of the British Empire  1921
- Honorary Commander of the Order of the British Empire 1945
- Großkreuz des Ordens Polonia Restituta überreicht von der polnischen Exilregierung.
- Das Kriegsschiff USS Emory S. Land (AS-39) wurde nach ihm benannt.
- Land ist Namensgeber für die Land Bay und den Land-Gletscher in der Antarktis.